# Grundübelhörner
Die Grundübelhörner sind zwei Gipfel der Reiter Alm in den Berchtesgadener Alpen. Sie liegen östlich von Stadelhorn und den Mühlsturzhörnern im oberbayrischen Landkreis Berchtesgadener Land, unweit der Grenze zwischen Bayern und Salzburg.
Das Große Grundübelhorn ist 2096 m ü. NHN hoch, das nur 120 Meter entfernte Kleine Grundübelhorn misst 2084 m ü. NHN.

## Alpinismus
Bekannte Klettertouren sind die Südverschneidung (Schwierigkeitsgrad VIII-, VI+A1) und Südkante (V-, Erstbegehung 1913 von Feichtner/Langthaler).